# Вишнёвое (Татарбунарский район)
Вишнёвое (укр. Вишневе) — село в Татарбунарском районе Одесской области Украины.

## Исторические данные

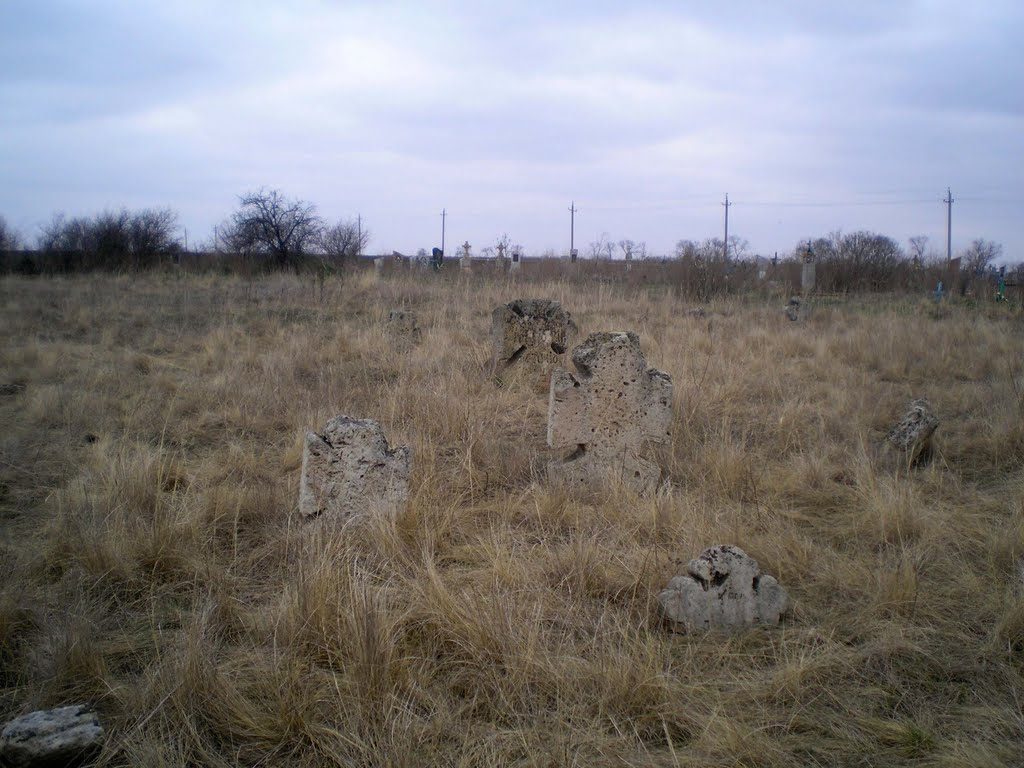
Казацкое кладбище

Село Вишнёвое основано в 1820 году болгарами-поселенцами. Первое название — Карагач, позднее до 1947 года — Новый Карагач. Болгары занимались овцеводством, позже здесь поселились украинцы и безземельные румыны. Население постепенно пополнялось молдаванами, румынами и украинцами.
В 1945 г. Указом ПВС УССР село Новый Карагач переименовано в Вишнёвое.